# 福井女子短期大学
福井女子短期大学（日语：／ Fukui Joshi Tankidaigaku *），简称福女短，是过去一所位于日本福井县福井市的私立短期大学。前福井短期大学（日语：／ Fukui Tankidaigaku *）。

## 概要

### 简介
- 源流成立于1949年[1]。短期大学为于1963年开办[1]、由学校法人金井学园经营。招生到于1975年[2]、停办于1978年。为男女同校到1964年、招収只女学生从1965年[1]。

### 历史
- 1963年 福井短期大学成立并同时设置一个学科即电气科[注 2][1]。
- 1964年 两个学科成立、以下列举[1]。
  - 电气科[注 2]
  - 家政科
- 1965年 改校名为福井女子短期大学[1]。
- 1966年 家政科分离为两个专攻、以下列举[2]。
  - 家政专攻　　
  - 服饰专攻
- 1967年 食物营养专攻成立于家政科[2]。
- 1975年 招生最后、次年停止招生（正式停办于1978年8月21日[2]）。

## 学校环境
- 校区：在了福井县福井市[注 1]

## 历任校长
- 熊谷太三郎：第一代短期大学校长[3]。
- 野村利生：最后短期大学校长[4]。

## 组织

### 学科
- 家政科
  - 家政专攻
  - 服饰专攻
  - 食物营养专攻

### 前学科
| - 电气科 - 机械科 |

### 专科
| - 没有 |

### 业余课程
| - 没有 |

## 相关链接
- 日本短期大学列表